# 任柱
任 柱（じん ちゅう、Ren Zhu、? - 1867年）は、清末の捻軍の反乱の指導者の一人。字は化邦。
安徽省潁州府亳州蒙城県出身。太平天国から魯王に封ぜられる。1864年4月、張宗禹とともに捻軍を率いて河南省を転戦していたが、太平天国軍が湖北省の包囲を突破して北上するとこれと連合し、太平天国の遵王頼文光を指導者として、任柱は副将となった。1865年から山東省を転戦し、曹州の高楼寨の戦いでセンゲリンチン（僧格林沁）の軍を壊滅させた。後に湖北省に至り、1867年1月の安陸の尹隆河の戦いで湘軍・淮軍に敗北した。その後、蘇州を目標に南進したが、11月に江蘇省贛楡で清軍と遭遇した。清の将軍の周盛波を負傷させ、劉銘伝を捕えようとしたときに、潘貴升の裏切りにより殺害された。